# Palak paneer

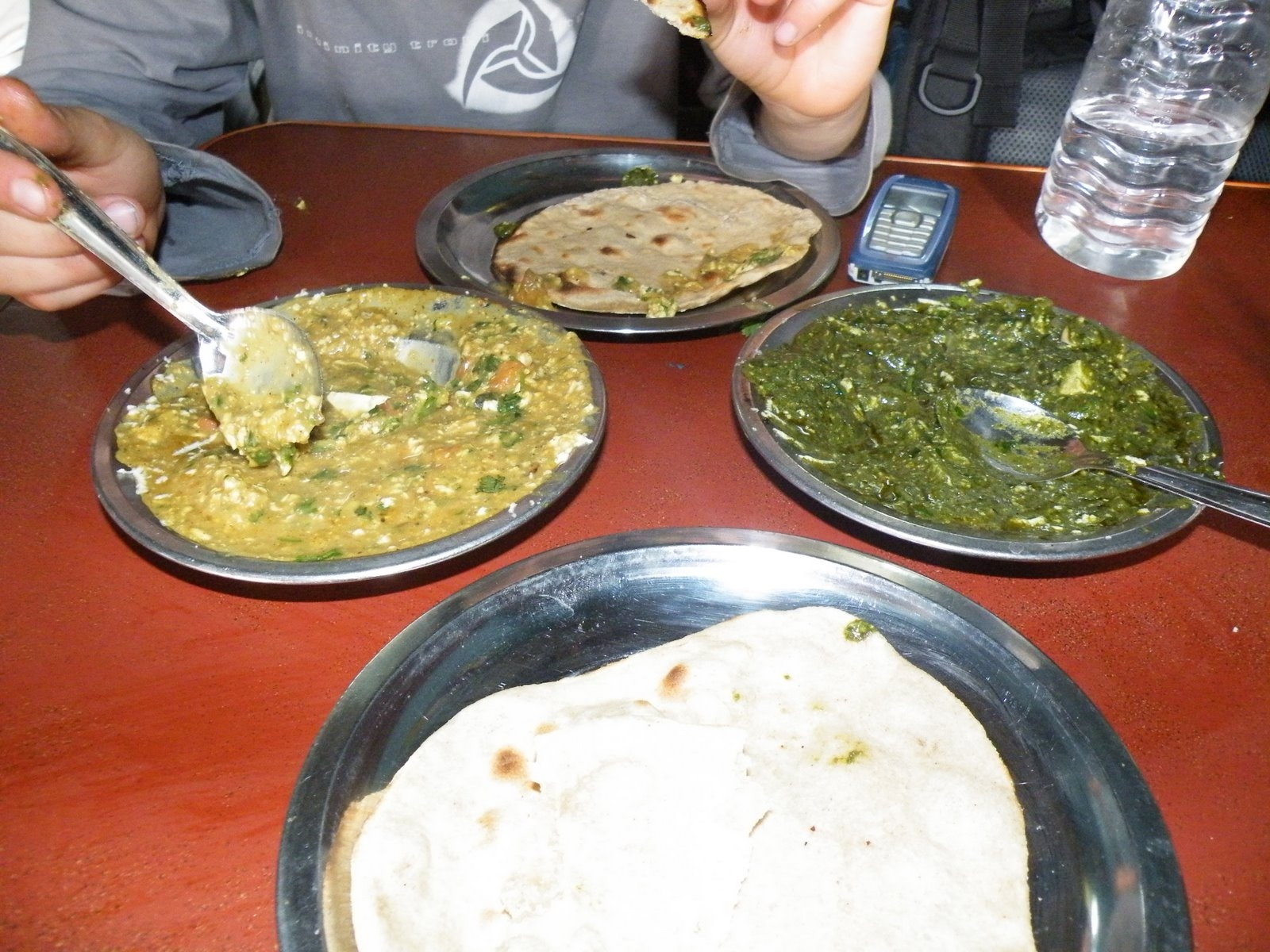
A la derecha se observa un plato de palak paneer.

Palak paneer (en hindi: पालक पनीर y en urdu: پالک پنیر) es un plato de la gastronomía de la India que consiste en espinacas y queso Paneer en una salsa de curry. Palak paneer es un tipo de Saag, que también se puede hacer con hojas de mostaza. La diferencia entre Palak paneer y Saag paneer es la consistencia, ya que el último comúnmente es más espeso. Palak paneer puede acompañarse de lassi, una bebida láctea dulce originaria de Punjabi. 